# Pinacia trypheropa
Pinacia trypheropa är en fjärilsart som beskrevs av Swinhoe 1917. Pinacia trypheropa ingår i släktet Pinacia och familjen nattflyn. Inga underarter finns listade i Catalogue of Life.